# 卡維圖約克山
11°58′34″S 75°03′24″W / 11.97611°S 75.05667°W
卡維圖約克山（Kawituyuq），是秘魯的山峰，位於該國中部胡寧大區，由萬卡約省的萬卡約區負責管轄，屬於安地斯山脈的一部分，海拔高度4,803米。